# Jean de La Rochetaillée
Jean de La Rochetaillée, né Jean de Fonte, né vers 1365 à Rochetaillée-sur-Saône et mort à Bologne le 24 mars 1437, est un cardinal français du XVe siècle.

## Biographie

### Début de carrière
Jean de La Rochetaillée est clergeon à la cathédrale de Lyon en 1392 avant de suivre des études. Adolphe Vachet indique que bien qu'absent de certaines listes, il est « formellement signalé dans l'obituaire » Saint-Jean de Lyon comme chanoine-comte, « il dut l'être vers 1380 au plus tôt ».
Bachelier en décret en 1397, il obtient au début du XVe siècle un doctorat in utroque de l’université de Paris,. Chanoine d’Amiens en 1407, il est délégué du chapitre au concile de Pise. Chanoine à Lyon en 1411 et Paris en 1412. Official et chanoine de la cathédrale de Rouen, il devient correcteur des lettres apostoliques à la cour d’Alexandre V.
Il est nommé le 13 juillet 1412 par l'antipape Jean XXIII patriarche latin de Constantinople et administrateur apostolique de Saint-Papoul, position qu'il occupe jusqu'au 23 septembre 1418. Il assiste au concile de Constance où il instruit le procès de Jean Huss pour hérésie. Il est un des six prélats français électeurs qui choisissent Martin V comme pape,. Il le nomme évêque administrateur de Genève le 23 septembre 1418 puis évêque administrateur de Paris le 12 juin 1422, qu'il conserve jusqu'au 26 juin 1423. Il devient pour 1 000 livres/an conseiller du roi d’Angleterre.
Élu le 3 février 1422 à l'archidiocèse de Rouen. Il prend possession par procuration le 27 septembre 1423 et arrive à Rouen le 22 octobre suivant en présence Jean de Lancastre, duc de Bedford.
Au concile de Sienne en 1424, élu pour représenter la nation française, il s’oppose aux tendances concilaristes et la contraint à quitter la ville dès que le choix de Bâle est fixé.

### Cardinalat
Le pape Martin V le crée cardinal lors du consistoire du 24 mai 1426 et reçoit le titre de San Lorenzo in Lucina le 27 mai, mais poursuit l’administration de l’archevêché de Rouen. Mais il se voit contraint par le chapitre à quitter le siège dans les trois ans. Il entre à la curie romaine le 6 juin 1427. Il est transféré le 14 octobre 1429 à Besançon, et administrera ce diocèse jusqu'à sa mort.
La Rochetaillée est une des figures les plus influentes pendant le pontificat de Martin V. Il participe au conclave de 1431, lors duquel Eugène IV est élu. Il participe en 1432 au concile de Bâle et y est nommé en 1434 vice-chancelier de la Sainte-Église et protecteur de l’Ordre Teutonique. Il est nommé encore légat apostolique à Bologne.
Il rédige son testament en 1437 à Bologne où il meurt le 24 mars pour les uns ou Genève pour les autres. Son corps, après être déposé au couvent des Augustins de Genêve, est inhumé le 16 mars 1439 dans le chœur de la cathédrale de Lyon,.

## Héraldique
Ses armes sont : De gueules à la bande d'or, chargée de trois dauphins d'azur.